# グレイディオノール・フィゲイレド・ピント・ジュニオール
ジュニオール・ネグラン（Júnior Negrão）こと、グレイディオノール・フィゲイレド・ピント・ジュニオール（Gleidionor Figueiredo Pinto Júnior、1986年12月30日 - ）は、ブラジル・バイーア州サルヴァドール出身の元サッカー選手。現役時代のポジションはフォワード。
Kリーグ時代の登録名はジュニオ（ハングル: 주니오）。

## 来歴
2010年8月28日、KベールスホットACと単年契約を結んだ。デビュー戦となったKAAヘント戦では2ゴールを挙げた。
ブラジル、スイス、タイなど、複数の国のサッカークラブを経て、2017年、タイ・リーグ1のムアントン・ユナイテッドからKリーグの大邱FCに移籍。16試合に出場、12ゴール挙げた。
2018年、蔚山現代FCへ移籍。2018年4月、左膝の靭帯を負傷し、全治4週間のけがを負った。怪我から復帰した後は、蔚山現代のエースとして活躍。3年連続のKリーグ1ベストイレブン、2020シーズンには27試合に出場し、26ゴールを挙げKリーグの得点王に輝き、AFCチャンピオンズリーグ2020の決勝では2得点を挙げ、得点ランク1位タイの7ゴールで蔚山現代の8年ぶりの優勝に貢献した。
2021年1月28日、3年間過ごした蔚山現代FCを退団する事が発表された。
2021年2月24日、中国スーパーリーグ・長春亜泰への完全移籍が発表された。背番号は「9」番。

## タイトル

### クラブ
蔚山現代FC
- AFCチャンピオンズリーグ：2020

### 個人
- Kリーグ1ベストイレブン：2018, 2019, 2020
- Kリーグ1 得点王：2020
- AFCチャンピオンズリーグ 得点王：2020